# D12 (乐队)
D12，有時也被寫為（The Dirty Dozen），是一支來自於美国密歇根州底特律的饒舌樂隊。他們的兩張專輯《Devil's Night》（2001年）和《D12 World》（2004年）曾經分別登上過美国和英国的專輯榜榜首的位置。阿姆的右臂上還有一個“D12”字樣的紋身。在2018年8月31日，Eminem 發佈了個人專輯Kamikaze ，其中一首歌“Stepping stone”的歌詞宣布D12正式解散。

## 早年經歷

### 早期（1995-1998）
D12於1995年組建，但是直到阿姆加入了組合之後，樂隊才真正被說饒舌愛好者所矚目。阿姆也因為在D12的出色表現，而成為一名國際巨星。在D12成名之前，曾經很多年是處於地下活動的。
在1997年，D12推出了它們的EP專輯,The Underground EP，這個專輯是錄製於1996-1997年。由於Eminem正在專注個人事業，因此他在1997-1998年期間暫時離開了D12。

### Bugz遭槍殺，Eminem回歸D12（1999）
1999年5月21日，Bugz與一名男子爭吵。結果那名男子突然行動升級並向Bugz連開4槍，並且逃離現場，Bugz當埸死亡。
當天悲劇發生後，D12整體情緒變得冷淡。而Bugz的最後請求是讓Swift加入D12。在Bugz去世後，為了圑隊的未來發展，Eminem自願擔任替補，並重新加入D12。

### “Devil's Night” 以及 “D12 World” 專輯推出，Esham事件（2000-2005）
D12在2001年6月發佈了他們的首張專輯”Devil’s night” , 專輯背景大約是指將無人居住的建築物點燃蠟燭。這個專輯在美國排名第一，在英國排行榜上排名第二，同時也達到了加拿大排行榜的第一名。它在全球銷售400萬張專輯，在美國也銷售超過200萬張專輯。
2001年8月，因饒舌歌手Esham在 “Chemical Imbalance” 的歌詞上侮辱Eminem的女兒Hallie，令D12成員感到強烈不滿，從而在Vans Warped Tour的後台發生打鬥事件，最後D12和Esham 同時被Vans Warped Tour 趕逐，而當時Eminem並沒有出席此次巡演。
2004年4月27日，D12正式發佈了第二張專輯 “D12 World” 。它在美國、英國和澳大利亞專輯排行首次亮相，在德國排名第二，僅在美國發行的的首個星期銷售量已經超過50萬張。專輯中的第一首單獨歌曲 “My Band”也在澳大利亞、新西蘭和美國 Rhythmic 的前40名中排名第一，在英國排前五名，在德國的Billboard 100 排名前十。

### Proof遭槍殺（2006）
2006年4月11日，Proof在底特律的一間俱樂部被槍擊中頭部。隨後被送到一間醫院進行搶救，但在運送醫院途中搶救無效，最終宣布死亡。
在事件的巧合當中，Proof在 “Like Toy Soldiers”影片中演出了自己被槍殺的一幕，而Eminem與D12其他成員也在MV演出了參加Proof的葬禮。由於事件與2004年的視頻 “Like Toy Soldiers”所演出的內容與事件中異常地相似，因此遭到外界質疑事件起因是否與這個MV有任何關係。

### Bizarre和Mr.Porter退出D12、解散危機、Mixtape推出、Fuzz Scoota歸隊（2007-2013）
自從Proof去世後,D12一直處於冷淡狀態,  甚至在2007年期間陷入解散危機。

## 樂隊成員
D12的6名核心成員：
- Eminem (2000-2006)
- Proof (1996-2006 ; 2006年遭槍殺身亡 )
- Mr.Denaun Porter (1996-2012 , 2014-2018)
- Swifty McVay (1999-2018)
- Kuniva (1996-2018)
- Bizarre (1996-2012 , 2014-2018)

過去D12成員（2000年初或之前已離開）：Bugz、Eye-Kyu、Killa Hawk、B.Flat和Fuzz。
備註1:Bugz於1999年遭槍殺。
備註2: Fuzz於1999年離開D12後，2011-2012年其間再次短暫回歸。

## 作品

### 专辑
- Devil's Night(2001)
- D12 World(2004)

### 单曲

#### 2000
- Shit On You

#### 2001
- Fight Music
- Ain't Nuttin But Music
- Purple Pills

#### 2004
- How Come
- My Band